# 陆军第六十二军一五七师抗日阵亡将士纪念碑
陆军第六十二军一五七师抗日阵亡将士纪念碑，位于中国广东省广州市从化区良口镇牛背脊，建于1942年，2002年7月公布为广州市文物保护单位，类型为近现代重要史迹及代表性建筑。